# Perímetro urbano
O perímetro urbano é a fronteira que separa a área urbana da área rural no território de um município. O critério brasileiro para determinar as áreas que compreendem a zona urbana, segundo o IBGE (Instituto Brasileiro de Geografia e Estatística) é por meio do sistema político-administrativo e suas vertentes, ou seja, o Perímetro Urbano é delimitado através de uma decisão legislativa de um município.
A demarcação entre zona rural e urbana é de essencial importância para um município, pois através dessa delimitação, é possível que o gestor, transcorra políticas públicas de urbanização dentro do Perímetro Urbano, que compreende ao Poder Legislativo municipal, arrecadar tributos para que aconteça a devida execução de serviços urbanos. É de dever do município também, controlar o crescimento desordenado da fronteira do perímetro que consta a zona urbana, por intermédio da Lei de Parcelamento e Uso do Solo, prevista na constituição federal.   
As diferenças na caracterização das áreas urbanas e rurais nos diversos países do mundo fazem com que não exista uma definição de população urbana aplicável a todos. As definições nacionais de população urbana são mais comumente baseadas no tamanho da localidade. A população rural está sendo definida por exclusão: aquela que não habita as áreas urbanas.

## Histórico
Tendo em vista as dificuldades de se obter um conceito claro e efetivo que delimite o Perímetro Urbano no cenário brasileiro, houve poucas mudanças no curso dessa demarcação. O primeiro registro de divisão territorial no país foi no Estado Novo, o chamado grau de urbanização, conforme o Decreto-Lei 311/1938.
"[...] à porcentagem das pessoas que residem em sedes de municípios e de distritos independentemente de qualquer consideração sobre suas características geográficas, estruturais ou funcionais, onde qualquer município com mais de 50% de sua população residente na sede do município é considerado urbano."
Em 1979, o então presidente João Figueiredo, decretou novas leis de uso e parcelamento do solo: Lei 6766/1979.

E em 10 de junho de 2001, o Presidente Fernando Henrique Cardoso, instituiu o Estatuto da Cidade: Lei 10.257 de 10 de junho de  2001.
"[...] que veio para estabelecer normas e a regulamentação do processo de gestão urbana das cidades brasileiras, embora tenha trazido contribuições significativas para a atenuação dos problemas vividos nas cidades, deixou para trás a definição do que deve ser entendido por cidade".

## Perímetro urbano e rural em outros países
Há vários critérios para demarcar o Perímetro Urbano e Rural. Esses critérios não são definitivos, pois os países ao redor do globo se diferem, cultural, político e economicamente. O Brasil, por exemplo, como já dito, utiliza o critério político-administrativo, dando poder ao município designar as zonas urbanas e a zona rural por exclusão. Entretanto, há outros parâmetros utilizados para definir a zona urbana e rural, a exemplo da Argentina, que utiliza o segundo maior critério estabelecido, que o é de Patamar Demográfico de uma localidade. O patamar demográfico argentino delega 2 mil habitantes, ou seja, áreas com um número igual ou maior, são consideradas zonas urbanas. Abaixo, segue um quadro comparativo construído pelo IBGE, de como alguns países tratam da demarcação do perímetro urbano e rural: 
| País/Organização     | Tamanho da População | Densidade Demográfica | Oferta de Serviços | Participação da Agricultura | Divisão Administrativa | Aglomeração de Habitações |
| -------------------- | -------------------- | --------------------- | ------------------ | --------------------------- | ---------------------- | ------------------------- |
| Argentina            | x                    |                       |                    |                             |                        |                           |
| Austrália            |                      | x                     | x                  |                             |                        | x                         |
| Bolívia              | x                    |                       |                    |                             |                        |                           |
| Brasil               |                      |                       |                    |                             | x                      |                           |
| Chile                | x                    |                       |                    | x                           |                        |                           |
| Colombia             |                      |                       |                    |                             | x                      |                           |
| Costa Rica           |                      |                       |                    |                             | x                      |                           |
| Cuba                 | x                    |                       | x                  |                             |                        |                           |
| República Dominicana |                      |                       |                    |                             | x                      |                           |
| Equador              |                      |                       |                    |                             | x                      |                           |
| El Salavdor          |                      |                       |                    |                             | x                      |                           |
| Estados Unidos       | x                    |                       |                    |                             |                        |                           |
| França               | x                    |                       |                    |                             |                        |                           |
| Guatemala            |                      |                       |                    |                             | x                      |                           |
| Haiti                |                      |                       |                    |                             | x                      |                           |
| Honduras             | x                    |                       | x                  |                             |                        |                           |
| Inglaterra           |                      |                       |                    |                             |                        | x                         |
| México               | x                    |                       |                    |                             |                        |                           |
| Nicarágua            | x                    |                       | x                  |                             |                        |                           |
| País de Gales        |                      |                       |                    |                             |                        | x                         |
| Panamá               | x                    |                       | x                  |                             |                        |                           |
| Paraguai             |                      |                       |                    |                             | x                      |                           |
| Perú                 |                      |                       |                    |                             |                        | x                         |
| Uruguai              |                      |                       | x                  |                             | x                      |                           |
| Venezuela            | x                    |                       |                    |                             |                        |                           |
| OCDE                 |                      | x                     |                    |                             |                        |                           |
| União Européia       |                      | x                     |                    |                             |                        |                           |